# Hoffmannia viridis
Hoffmannia viridis är en måreväxtart som beskrevs av Henry Hurd Rusby. Hoffmannia viridis ingår i släktet Hoffmannia och familjen måreväxter. Inga underarter finns listade i Catalogue of Life.